# Jasenova (Bośnia i Hercegowina)
Jasenova (cyr. Јасенова) – wieś w Bośni i Hercegowinie, w Republice Serbskiej, w gminie Teslić. W 2013 roku liczyła 216 mieszkańców.